# Oliver Conrad

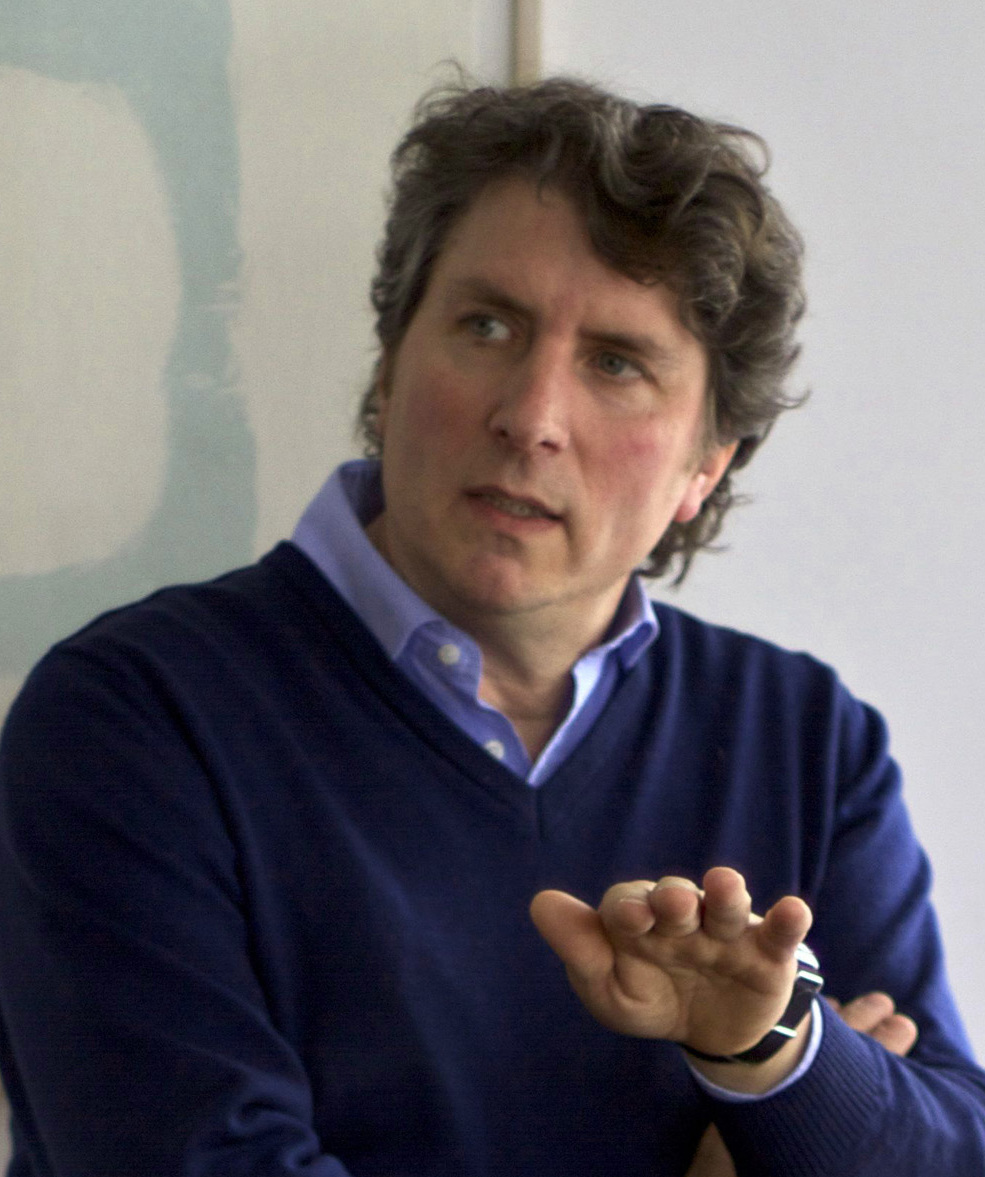
Oliver Conrad, 2010

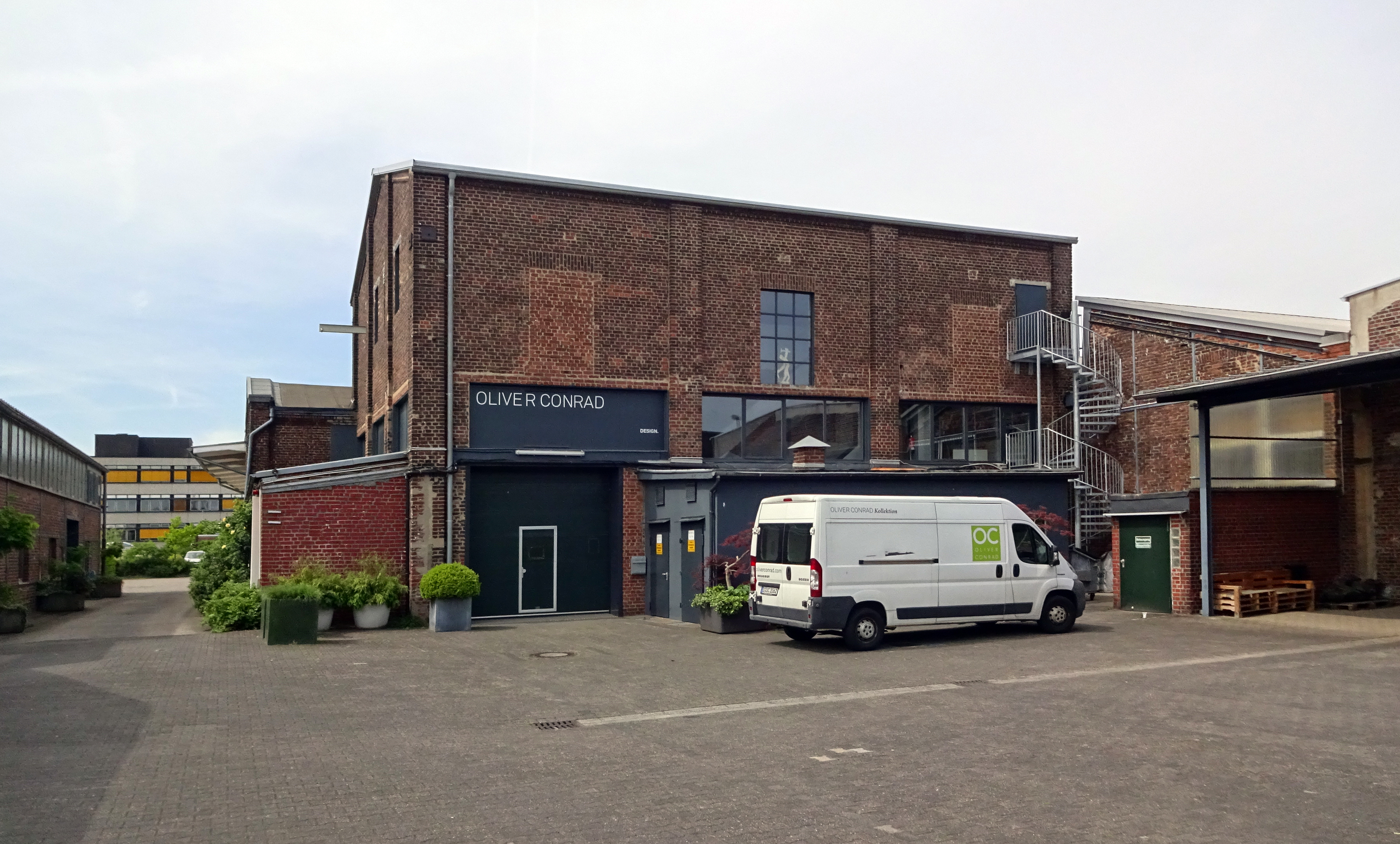
Firmensitz in Düsseldorf-Heerdt, 2018

Oliver Conrad (* 22. September 1962 in New York City) ist selbständiger Designer und Geschäftsführer der Firmen Oliver Conrad Studio und Oliver Conrad Kollektion.

## Leben
In New York geboren, ist Oliver Conrad in einem Architektenhaushalt aufgewachsen. Umgeben mit anspruchsvollem Design wurde sein Blick für formale Ästhetik früh geschult. Während seiner Ausbildung zum Zimmerer entwickelte er gemeinsam mit seinem Vater Hausprojekte auf Long Island/USA und studierte anschließend Architektur in Düsseldorf. Die Liebe zu Holz als Werkstoff war für ihn prägend: 1990 gründete er seine eigene Möbelfirma, im gleichen Jahr kam seine erste Kollektion auf den Markt. Viele Entwürfe aus der OC-Kollektion zählen mit ihrer unverwechselbaren, klaren Formensprache schon heute zu Klassikern.
Oliver Conrad erweiterte sein Unternehmen im Jahr 1995 um ein Design-Studio. Das Team von OC-Studio entwickelt für nationale und internationale Unternehmen Produktdesign in unterschiedlichsten Bereichen, das darüber hinaus von umfassenden Beratungsleistungen ergänzt wird.

## Portfolio
Zu seinem Produktportfolio gehören im Wesentlichen Möbel, Sanitärkeramik, Tableware, Wohnaccessoires und Polstermöbel, aber auch Messestände, Armaturen, Leuchten und Küchenspülen.
Zu seinen Kunden gehören u. a. Villeroy & Boch AG, Lambert vormals Gunther Lambert, Recticel Bedding (Schweiz) AG mit Swissflex und Grand Luxe by Superba, Demag Cranes & Components, Zwiesel Kristallglas AG, Sanipa und Pressalit.

## Auszeichnungen
Mehrfach wurden die von Oliver Conrad gestalteten Produkte mit Auszeichnungen unabhängiger Einrichtungen ausgezeichnet, wie Red dot design award, Good Design Award (Chicago Athenaeum), Interior Innovation Award (Rat für Formgebung), German Design Award sowie Iconios del Diseno.